# Willard (Utah)
Pour les articles homonymes, voir Willard.
Willard est une municipalité américaine située dans le comté de Box Elder en Utah. Lors du recensement de 2010, sa population est de 1 772 habitants.

## Géographie
Selon le Bureau du recensement des États-Unis, la municipalité s'étend en 2010 sur une superficie de 7,20 milles carrés (18,65 km2), dont 1,52 mille carré (3,94 km2) d'étendues d'eau.
À proximité de la ville se trouve le parc d'État de la baie de Willard (en), qui protège un réservoir d'eau douce du Grand Lac Salé depuis 1966.

## Histoire
La localité est fondée en 1851 sous le nom de North Willow Creek. En 1857, elle est renommée en l'honneur de Willlard Richars, un conseiller de Brigham Young.
Willlard devient une municipalité en 1870.